# Осмонов, Асанкул
Асанкул Осмонов (кирг. Асанкул Османов; 1 марта 1935, село Мин-Булак, Нарынская область, Киргизская АССР, СССР — 26 марта 2023) — киргизский и советский актёр театра и кино. Народный артист Киргизской ССР (1990).

## Биография
Родился 1 марта 1935 года в селе Мин-Булак Нарынской области. После окончания в 1954 году Караколского сельскохозяйственного техникума, работал бухгалтером на заводе в колхозе им. Куйбышева Нарынской области, служил в Советской Армии.
Окончил авиационный техникум в Киеве, работал в армии авиамехаником 4 класса.
В 1958 году участвовал в декаде Общего дня культуры Киргизской ССР в Москве.
С 1958 года — актёр Киргизского Академического драматического театра (ныне Кыргызский национальный академический драматический театр имени Т. Абдумомунова).
Лауреат многочисленных премий, обладатель различных наград и медалей.
Скончался 26 марта 2023 года в возрасте 88 лет.

## Избранные театральные роли
- Чокон Валиханов («Семья бессмертных» А. Токомбаев),
- Шамен («Совесть не прощает», Т. Абдумомунова,
- Дуйшон, Кашкатаев («Первый учитель», «Прощай, Гульсары!» Ч. Айтматова),
- Игорь, Кошой, Исмаил, Бакай, Семетей («Джукеев-Пудовкин», «Айкол», «Сын Манаса — Семетей», «Сейтек» Ж. Садыкова),
- Суюнбай, Калык («Осмонкул», К. Маликова),
- Дайир Мусаевич («Праздник в каждом доме» М. Байджиева),
- Рыскуль («В ночь лунного затмения» Мустай Карима),
- Шах («Любовь Омара Хайяма» К. Мамбетакунова),
- Кудаярхан («Курманжан датка» Ж. Мамытова),
- Шырдакбек («Сивый скакун» Ш. Садыбакасов),
- Ниязалы («Токтогул» Т. Касымбекова),
- король Эдуард, король Франц, Людовик («Ричард III», «Король Лир», «Отелло» Шекспира),
- Манилов («Мёртвые души» Н. Гоголя),

## Фильмография
- 1979 — Процесс
- 1984 — Первый
- 1987 — Дилетант
- 1988 — Гибель во имя рождения
- 1990 — Выстрел в степи — Суюмбай
- 2008 — Неизвестный маршрут